# Чумаченко, Роза Григорьевна
Роза Григорьевна Чумаченко — советский хозяйственный, государственный и политический деятель, Герой Социалистического Труда.

## Биография
Родилась в 1930 году в Харьковской области Украинской ССР. Член КПСС с 1962 года.
С 1948 года — на хозяйственной, общественной и политической работе. В 1948—1985 гг. — доярка Люботинской птицефабрики Валковского района Харьковской области Украинской ССР, доярка в Дергачёвском районе Харьковской области.
Указом Президиума Верховного Совета СССР от 22 марта 1966 года присвоено звание Героя Социалистического Труда с вручением ордена Ленина и золотой медали «Серп и Молот».
Делегат XXIII съезда КПСС.
Умерла в Малой Даниловке Дергачёвского района в 2013 году.